# 제1차 라이베리아 내전
제1차 라이베리아 내전(First Liberian Civil War)은 1989년부터 1997년까지 라이베리아에서 일어난 내전이다.
1980년 새뮤얼 케니언 도가 쿠데타를 통해 정권을 잡았다. 새뮤얼 케니언 도는 1985년에 실시된 라이베리아 총선거에서 승리했지만 부정 선거 의혹을 받게 된다. 1989년 새뮤얼 케니언 도 정부에서 장관을 역임했던 찰스 테일러가 새뮤얼 케니언 도 정부에 반대하는 반란을 일으키면서 내전이 일어나게 된다.
1990년 찰스 테일러를 지지하던 라이베리아 국민 애국 전선 소속 병사들이 라이베리아의 수도인 몬로비아에서 새뮤얼 도를 처형했다. 찰스 테일러가 이끄는 군대는 몬로비아를 장악하게 된다. 1995년부터 국제 사회의 개입을 통해 평화 협상이 시작되었고 1997년에 평화 협정이 체결되었다.
찰스 테일러는 1997년 7월에 라이베리아의 대통령으로 선출되었지만 라이베리아의 평화는 오래 가지 못했고 1999년에 제2차 라이베리아 내전이 발발하게 된다.

## 같이 보기
- 제2차 라이베리아 내전
- 라이베리아의 역사